# Klášter irských františkánů
Někdejší klášter irských františkánů – hybernů existoval při bývalém kostele Neposkvrněného početí Panny Marie, dnes dům U Hybernů. Jeho raně barokní budova, v empíru přestavěná na celnici, se nachází v jižní části náměstí Republiky proti Obecnímu domu, u bývalého kostela na nároží Hybernské ulice na Novém Městě, Praze 1.
Budova je od roku 1958 chráněna jako kulturní památka.

## Historie

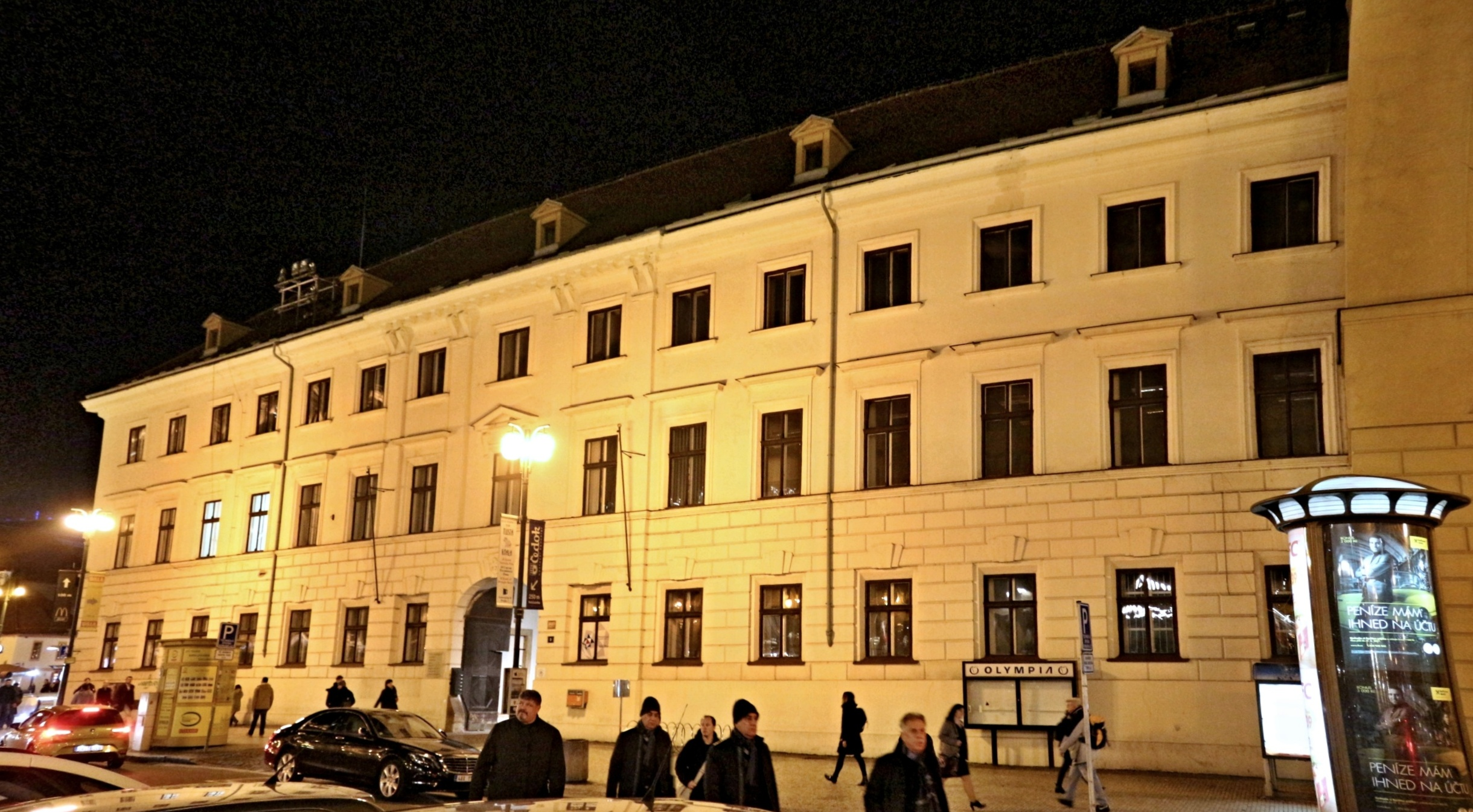
Budova někdejšího kláštera hybernů

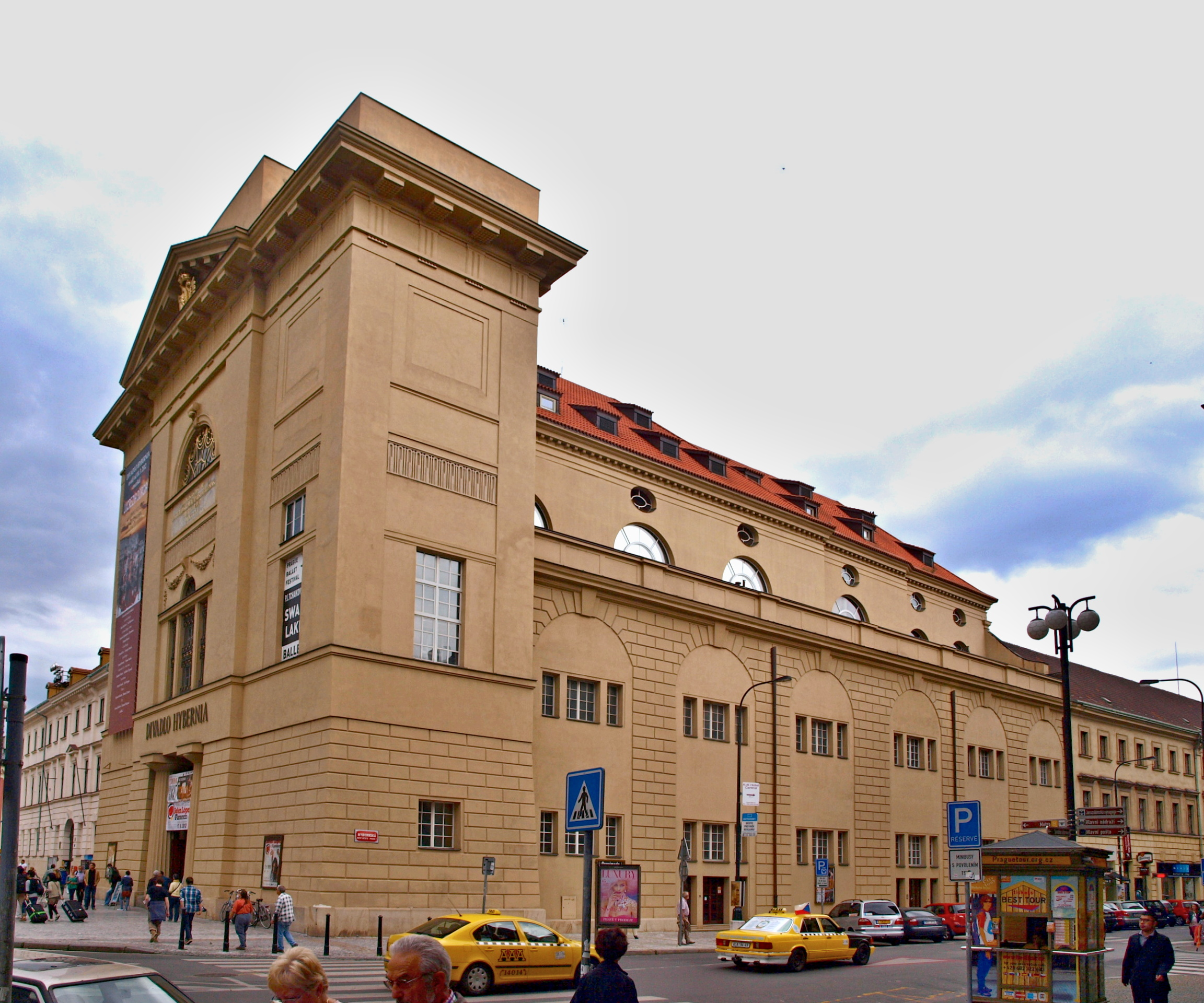
Dnešní podoba někdejšího klášterního kostela Neposkvrněného početí Panny Marie u hybernů

Na místě kláštera irských františkánů původně existoval konvent milánských benediktinů ambroziánského ritu, založený roku 1355 císařem Karlem IV. klášter s gotickým kostelem sv. Ambrože.
V době husitských válek mniši uprchli a klášter utrpěl značné škody. Později byl v menším rozsahu obnoven králem Jiřím z Poděbrad.
Povolení k založení kláštera roku 1629 získali od císaře Ferdinanda II. irští františkáni, kteří pak vykupovali domy na místě budoucího kláštera. Ten byl vybudován jako novostavba v letech 1641–1654. Od roku 1653 začali s novostavbou barokního kostela Neposkvrněného početí Panny Marie podle plánu architekta Carla Luraga, který byl i jeho stavitelem. Hyberni v klášterní zahradě údajně jako první v Čechách na počátku 18. století pěstovali brambory. 
V roce 1786 byl klášter zrušen v rámci církevních reforem císaře Josefa II. 12. září 1787 byly objekty vyklizeny a převedeny pod vojenský erár. Plán ke stavební proměně vypracoval generálmajor Ing. Andreas von Heillmann, nákladnou rekonstrukci však armáda z finančních důvodů neprovedla. V roce 1806 došlo k odsvěcení kostela a zboření jeho barokní věže s bání. Následně byl klášter (1808–1811) i kostel (do 1813) přestavěn na celní úřad, podle kterého se dosud nazývá přilehlá ulice V Celnici. 
K otevření celnice se vztahuje zlacený nápis se jménem císaře Františka I. a letopočtem 1811 na průčelí chrámu. Přestavba silně zasáhla do vnější i vnitřní podoby obou staveb. Zatímco klášter byl opatřen nepříliš výraznými pravidelně členěnými fasádami, budova kostela byla proměněna v hmotnou klasicistní budovu, otlučením barokní štukové dekorace získala strohé rysy a nový portál s masivními dórskými sloupy.
Budova někdejšího kostela Panny Marie byla znovu přestavěna v letech 1938-1949 na výstavní síň, která svému účelu sloužila až do roku 1991. Dům U Hybernů příležitostně i dnes slouží jako výstavní síň, především pro divadlo Hybernia. Rozlehlou budovu bývalého kláštera v roce 2015 prodal v aukci český stát utajenému investorovi, později zjištěné společnosti slovenského podnikatele Milana Fiľa, kterému patří i firma provozující divadlo Hybernia.

## Klášterní knihovna
Klášterní knihovna obsahovala mimo jiné část šternberské knižní sbírky (zejména díky odkazu bratrů Ignáce Karla a Václava Vojtěcha ze Šternberka), které se později staly součástí sbírky v Národní knihovny, kam přešly po zrušení kláštera.
Hrabě Václav Vojtěch ze Šternberka, který podporoval umění a věnoval se vědecké práci, knihovně věnoval další cennou literaturu, usiloval o zachování dostupnosti knihovny pro veřejné účely. Provoz měli zajišťovat hyberni společně s jeho dcerou Marií Terezií Paarovou. Plán však nebyl realizován a 12. června 1724 se hybernové dohodli s pražskou univerzitou, že polovina inventáře náleží univerzitě, zejména pak knihy s právnickou a lékařskou tematikou, čímž se šternberská knihovna stala základem obnovené knihovny Univerzity Karlovy. 